# Mimomyia beytouti
Mimomyia beytouti är en tvåvingeart som först beskrevs av Doucet 1951.  Mimomyia beytouti ingår i släktet Mimomyia och familjen stickmyggor.
Artens utbredningsområde är Madagaskar. Inga underarter finns listade i Catalogue of Life.